# Édouard Réquin
Édouard Jean Réquin, né le 13 juillet 1879 à Rouen et mort le 2 février 1953 à Paris, est un général d'armée français qui a participé à plusieurs négociations internationales, en particulier lors de la conférence de la paix de Paris, et qui fut, entre autres, commandant en chef de la 4e armée pendant la Seconde Guerre mondiale.

## Biographie

### Formation et Première Guerre mondiale
Édouard Réquin, fils de Louis-Ignace Réquin (1843-1898), officier d'infanterie, suit sa formation d'officier à l'école spéciale militaire de Saint-Cyr entre 1897 et 1899 (82e promotion De Bourbaki). Il est ensuite officier dans différentes unités de l'armée de terre.
De 1900 à 1911, il participe à une expédition en Afrique du Nord. En 1916-1918, il est membre de l'État-major général des maréchaux Joseph Joffre et Ferdinand Foch.
Il épouse le 27 octobre 1906 au Havre Jeanne Van Der Velde (1885-1976).
Un portrait de Réquin en uniforme militaire est réalisé par Kees van Dongen en 1916,.
De 1917 à 1918, en tant que lieutenant-colonel, il fait partie de la délégation militaire française à Washington, DC.
En 1919, il est conseiller technique à la conférence de la paix de Paris, puis auteur du Projet de Traité d'Assistance Mutuelle (1924).

### 1920-1930
Édouard Réquin est en service spécial entre le 16 septembre 1927 et le 20 décembre 1930. Il est promu général de brigade le 8 décembre 1928.

### 1930-1940

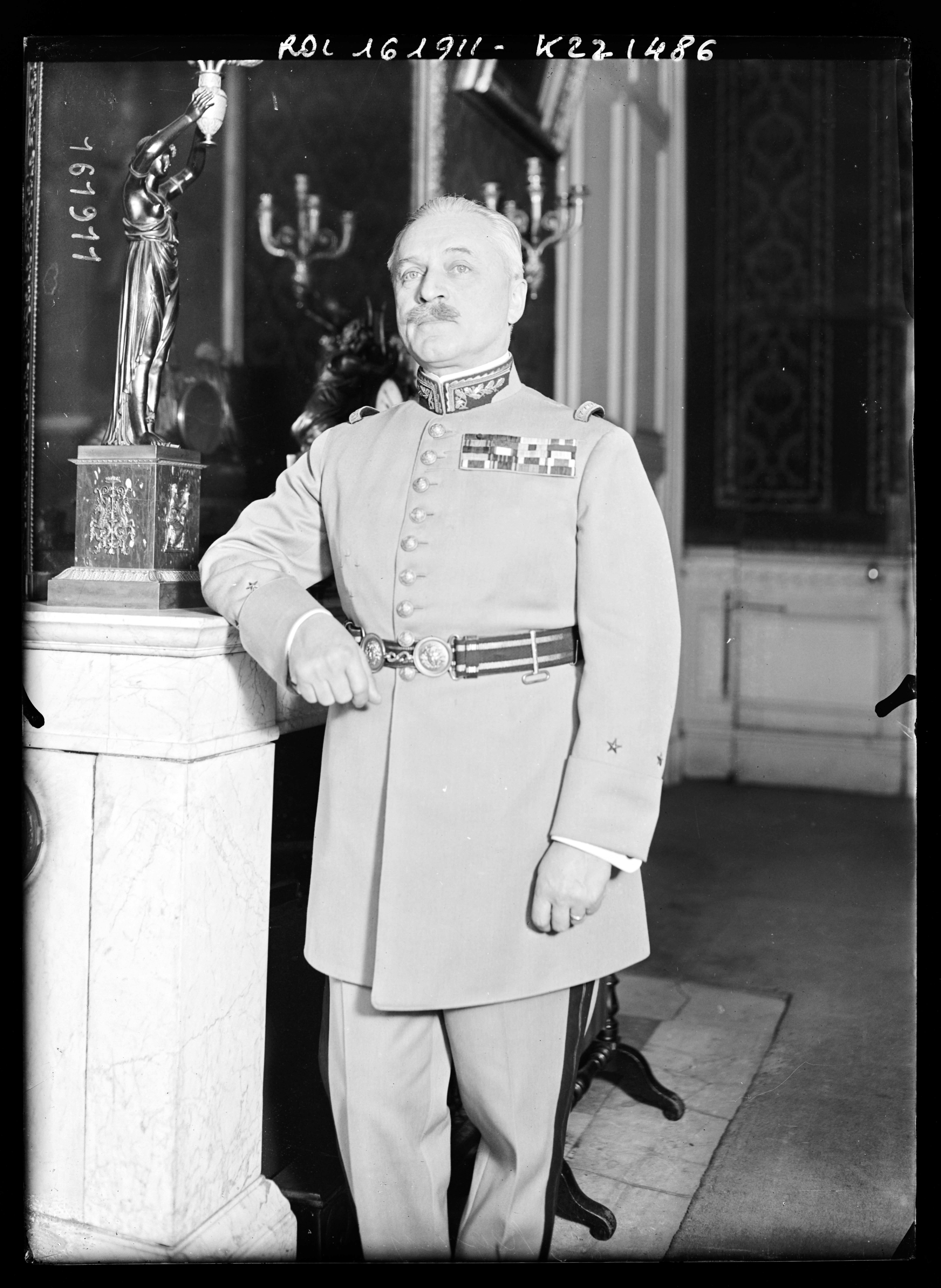
Le général Réquin en 1932.

À partir de 1930, il est représentant militaire français à la Société des Nations. Il occupe ensuite les fonctions de chef du cabinet militaire au ministère de la Guerre du 20 décembre 1930 au 14 octobre 1932, ce qui fait de lui l'un des plus proches collaborateurs des ministres de la Guerre de l'époque, Louis Barthou, André Maginot, André Tardieu, François Piétri et Joseph Paul-Boncour. Durant cette période, le 18 mars 1932, il est promu général de division.
Il sert comme commandant de la 11e division d'infanterie entre le 14 octobre 1932 et le 6 avril 1935. Après sa promotion au grade de général de corps d'armée le 6 avril 1935, il devient commandant de la 18e région militaire et occupe ce poste jusqu'au 1er août 1936. Il est ensuite commandant de la 20e région du 1er août 1936 au 4 septembre 1938. Il est promu général d'armée le 4 septembre 1938. Il est ensuite membre du Conseil supérieur de la guerre entre le 4 septembre 1938 et le 2 septembre 1939 et, en même temps, commandant de l'Institut des hautes études de défense nationale.

### Seconde Guerre mondiale

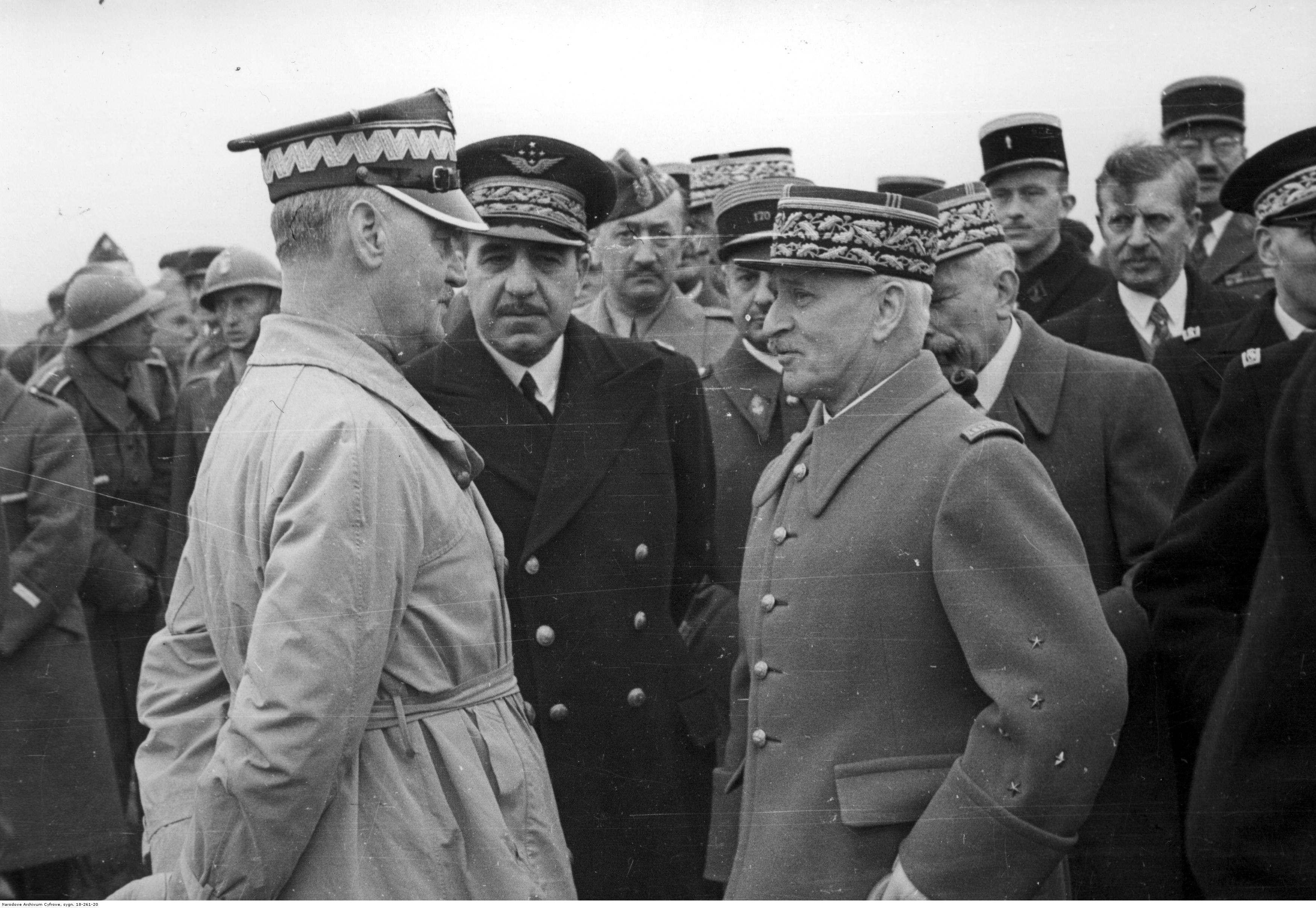
Le général Władysław Sikorski, le général Victor Denain et le général Requin, ainsi que le colonel Franciszek Arciszewski le 3 mai 1940 avant le défilé de la 1re division des grenadiers de l’armée polonaise en France.

Après le déclenchement de la Seconde Guerre mondiale, Édouard Réquin devient commandant en chef de la 4e armée le 2 septembre 1939, qui fut formée pour défendre la ligne Maginot dans la région de la Sarre et de la Lorraine. Elle fait partie du 2e Groupe d'armées du général André-Gaston Prételat, qui comptait au début de la bataille de France deux corps d'armée et deux divisions indépendantes, dont une polonaise. Au cours de l'offensive de la Sarre, une petite offensive au début de la « drôle de guerre », les troupes de la 2e armée avancent de quelques kilomètres en territoire allemand en septembre 1939.
Après l'armistice du 22 juin 1940, la 4e armée est dissoute ; Édouard Réquin devient inspecteur des 17e et 18e divisions d'infanterie le 6 juillet 1940. Il reste à ce poste jusqu'au 10 novembre 1940, puis sert comme général commandant de la 2e armée du 10 novembre 1940 jusqu'à sa retraite le 13 juillet 1941.

### Retraite
Il devient en 1945, président de la Société de la Légion d'honneur et occupe ce poste jusqu'à son remplacement par le général Henri Rouvillois en 1952.

## Intégration raciale
À l'été 1918, il promeut la politique d'intégration raciale de l'armée française. Les responsables militaires américains sont impressionnés par la description qu'il fait de la situation dans l'armée française, où les Blancs et les Noirs servent côte à côte et sont soignés dans les mêmes hôpitaux et par le même personnel ; ils font publier son rapport La Course de l'Amérique à la Victoire en anglais sous le titre America's race to victory (1919).

## Ouvrages
Édouard Réquin a publié quatre ouvrages : 
- America's race to victory (1919)
- Combats pour l'Honneur (1946), une étude sur le général Louis Archinard au Soudan,
- Archinard et le Soudan (1946)
- D'une guerre à l'autre 1919-1939 (1949), ses mémoires

## Distinctions
Édouard Réquin titulaire des décorations suivantes : 
- Grand-croix de la Légion d'honneur (décret du 17 mars 1951). Il est fait grand-croix le 24 avril 1951 par le général Paul Dassault.
- Croix de guerre 1914-1918, palme de bronze avec 1 palme,
- Croix de guerre 1939-1945, palme de bronze avec 1 palme,
- Médaille interalliée de la Victoire,
- Médaille commémorative du Maroc avec agrafes “OUDJDA” “MAROC”,
- Médaille commémorative de la guerre 1914-1918,
- Médaille coloniale avec agrafe « SAHARA »,
- Croix de Guerre Belge,
- Army Distinguished Service Medal des États-Unis,
- Croix de Guerre Italienne,
- Officier de l'Ordre du Ouissam alaouite du Maroc,
- Ordre du Service distingué de Grande-Bretagne,
- Compagnon de l’Ordre de Saint Michel et Saint Georges de Grande-Bretagne,
- Commandeur de l'ordre du Nichan Iftikhar de Tunisie[9]
- Ordre du Soleil levant